# Wamba (kommunhuvudort)
Wamba är en kommunhuvudort i Spanien.   Den ligger i provinsen Provincia de Valladolid och regionen Kastilien och Leon, i den centrala delen av landet, 170 km nordväst om huvudstaden Madrid. Wamba ligger 789 meter över havet och antalet invånare är 372.
Terrängen runt Wamba är huvudsakligen platt. Wamba ligger nere i en dal. Runt Wamba är det glesbefolkat, med 13 invånare per kvadratkilometer. Närmaste större samhälle är Valladolid, 16,2 km öster om Wamba. Trakten runt Wamba består till största delen av jordbruksmark.